# Stictocephala bisonia
Stictocephala bisonia är en insektsart som beskrevs av Kopp och Yonke 1977. Stictocephala bisonia ingår i släktet Stictocephala och familjen hornstritar. Inga underarter finns listade i Catalogue of Life.

## Bildgalleri

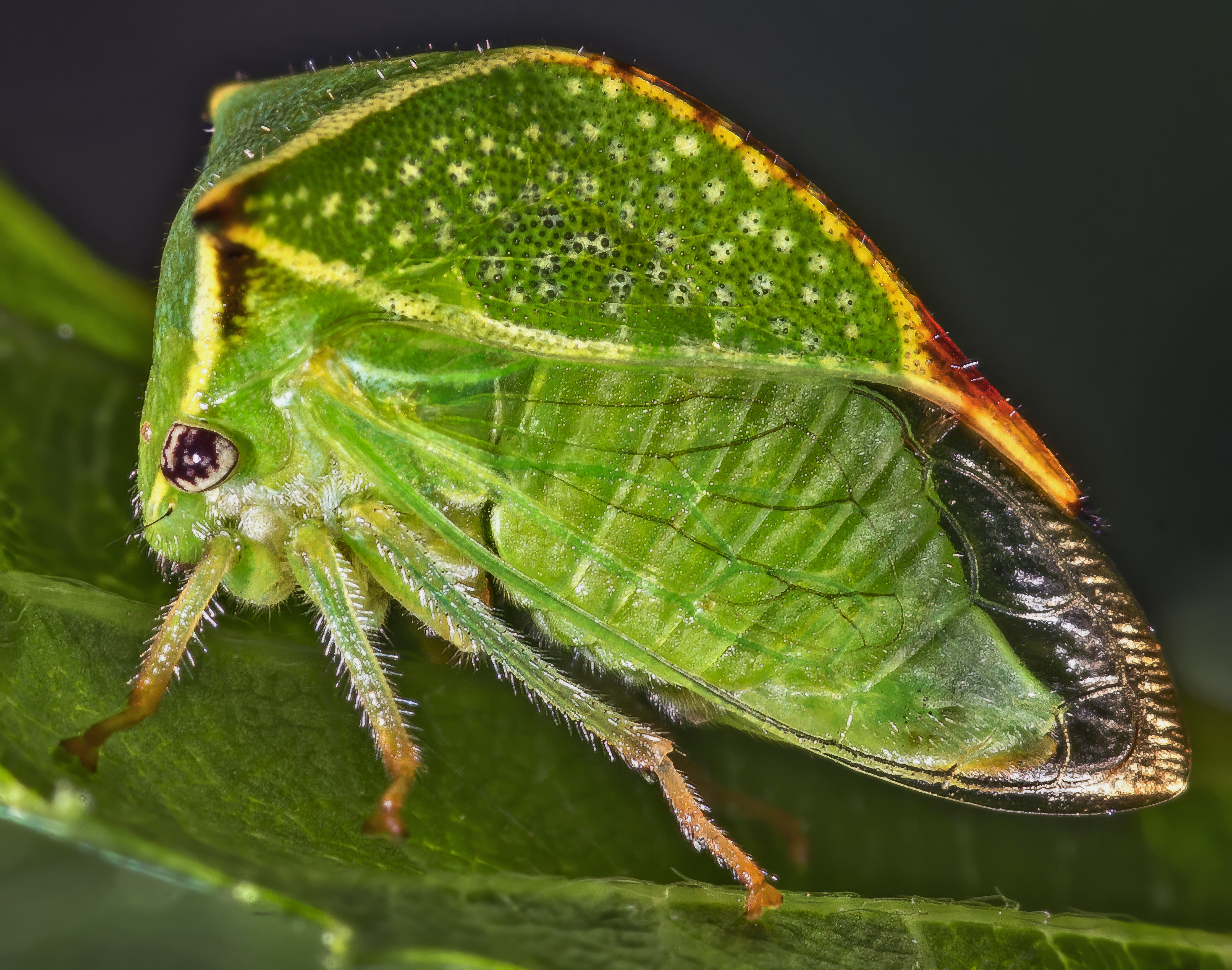
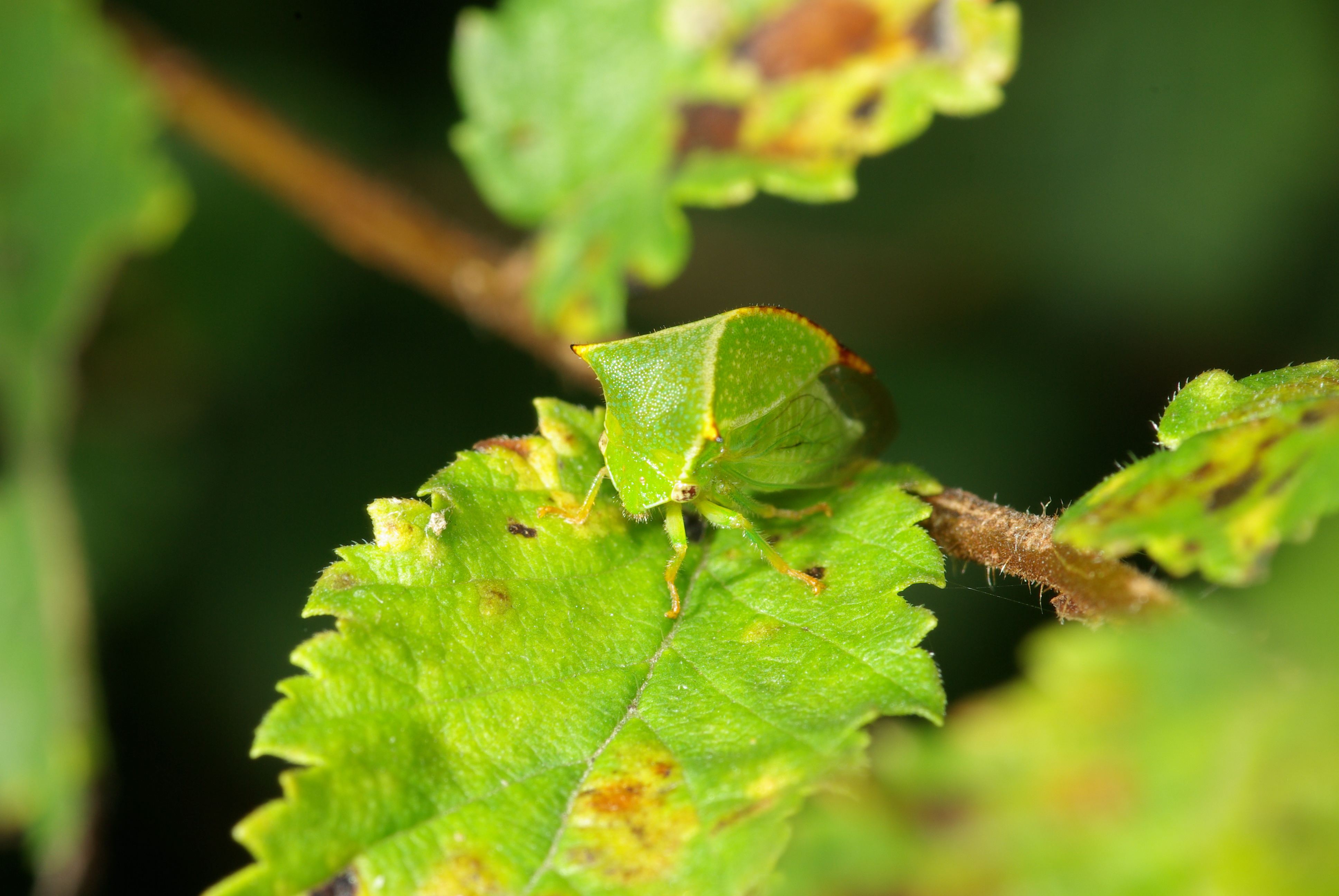
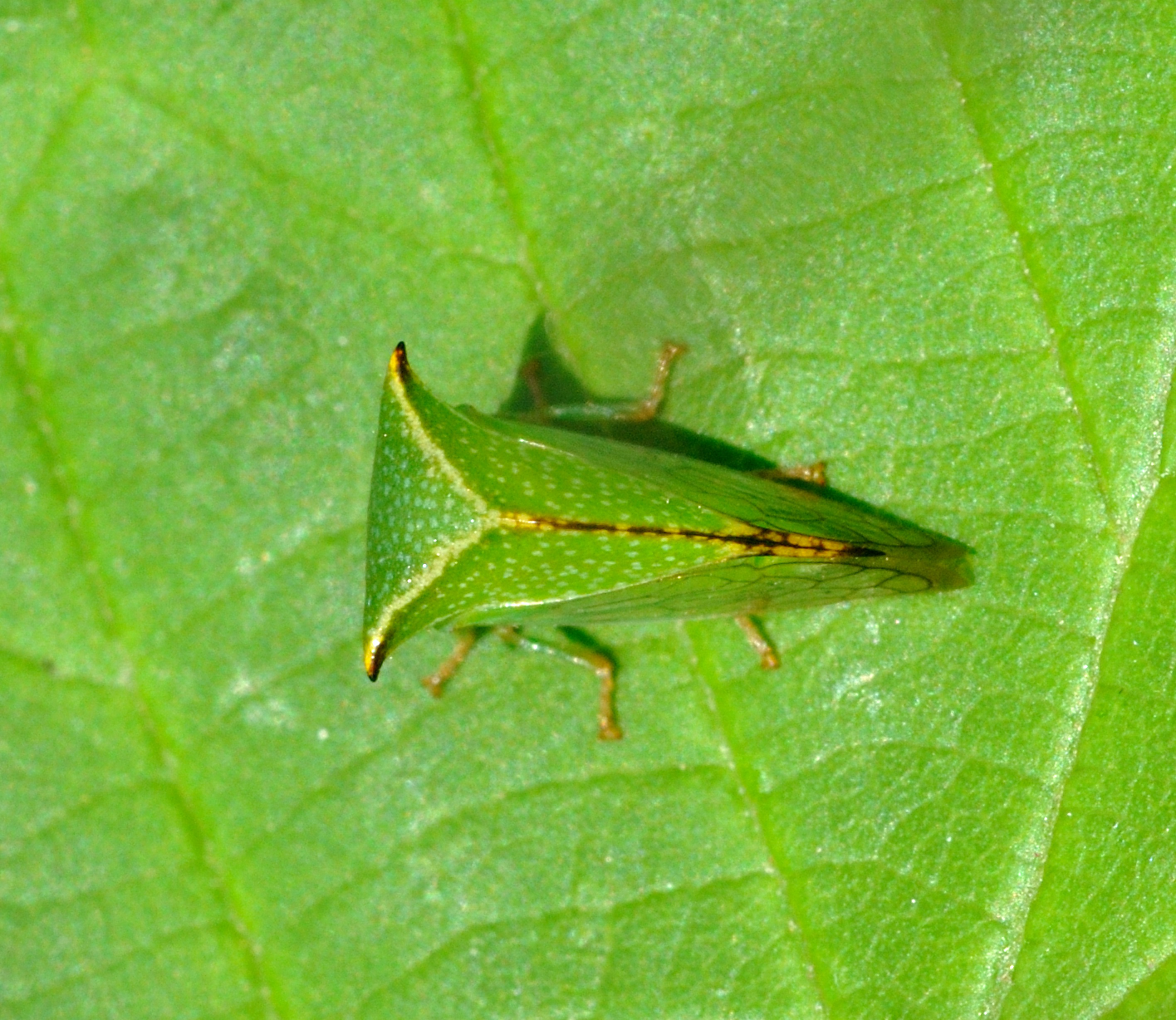
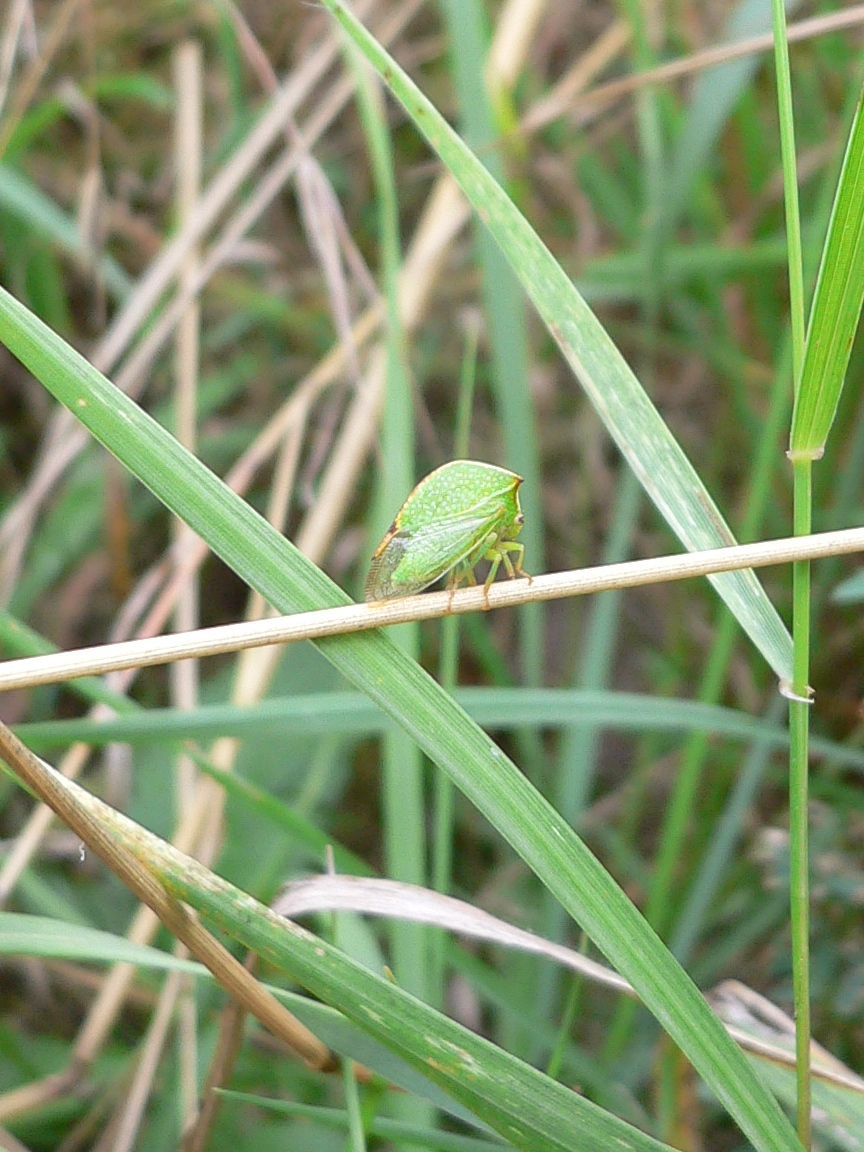
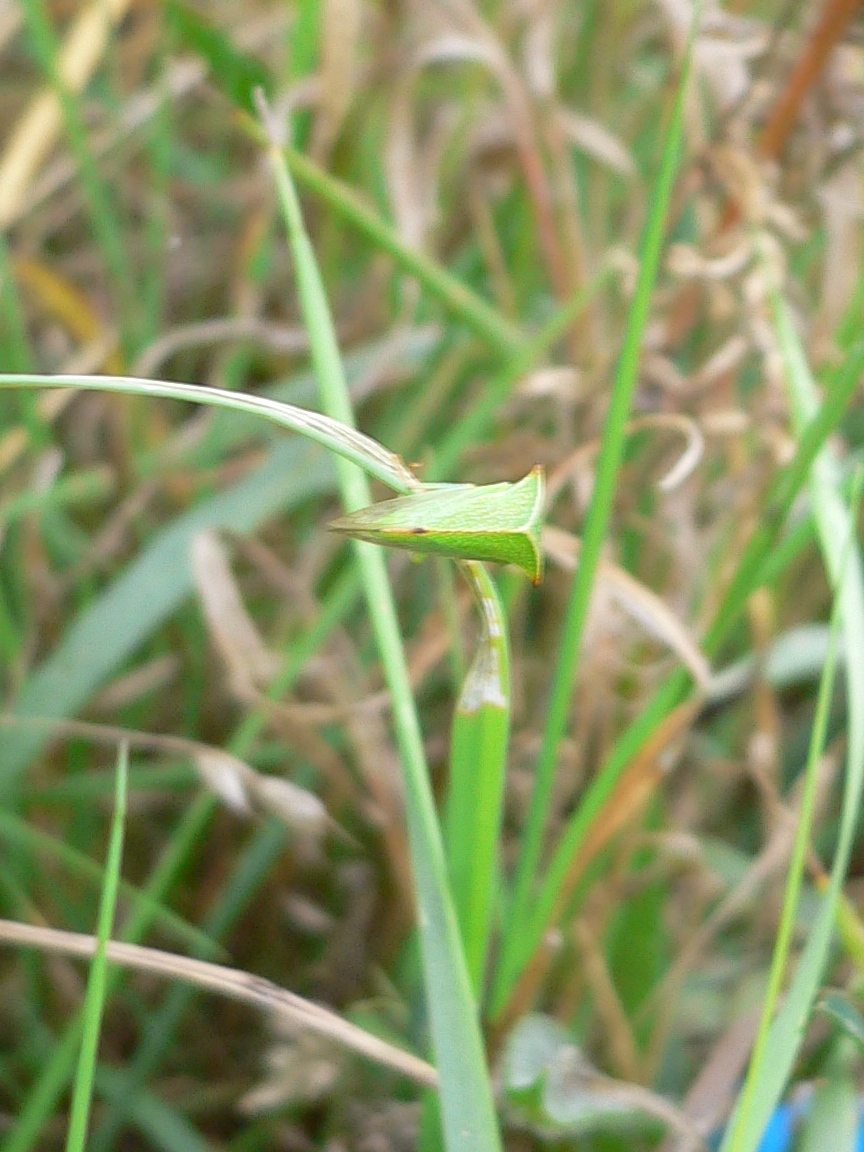
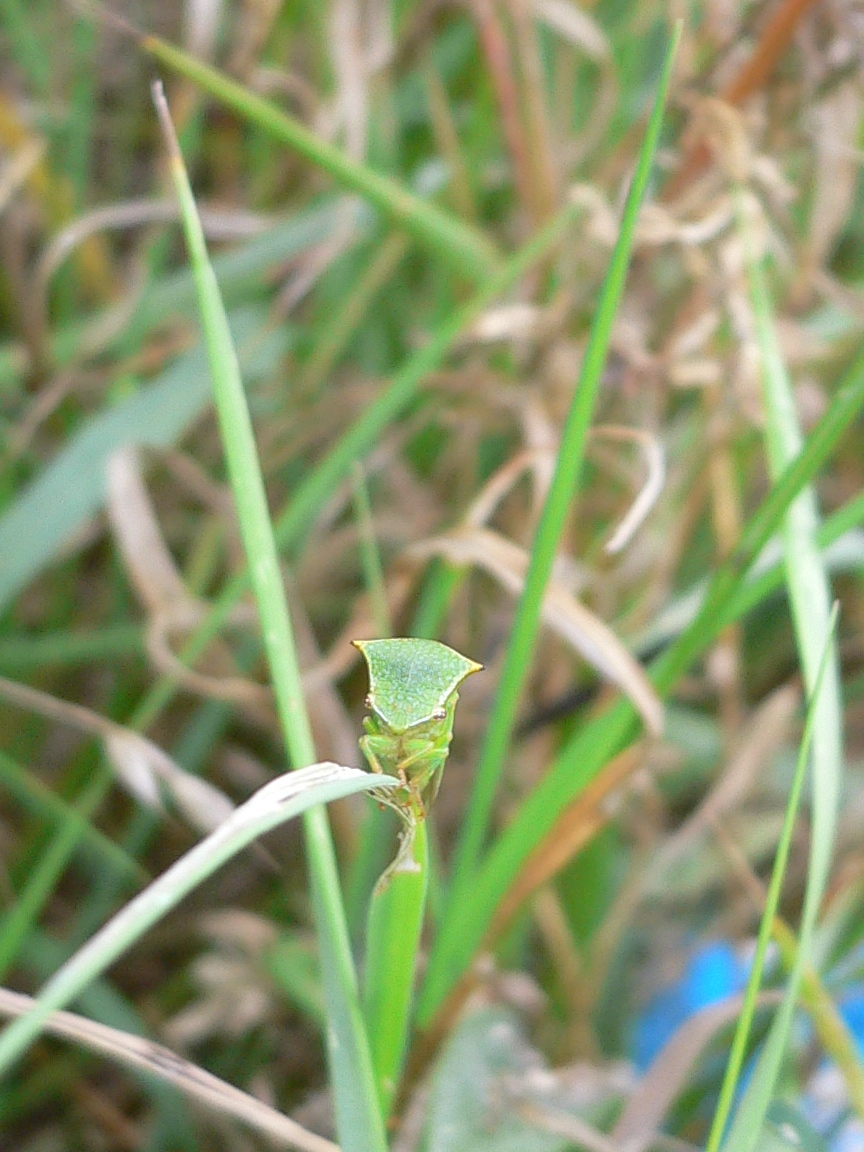